# Anomis luperca
Anomis luperca är en fjärilsart som beskrevs av Heinrich Benno Möschler 1884. Anomis luperca ingår i släktet Anomis och familjen nattflyn. Inga underarter finns listade i Catalogue of Life.